# Wiñaymarca
Se conoce como Wiñaymarka, Huiñamarca, Huiñaymarca o Lago Menor, a la parte sur y pequeña del lago Titicaca, ubicado en Bolivia y Perú. Wiñaymarka en aimara significa "pueblo eterno". El lugar es el hábitat de la rana gigante del Titicaca (Telmatobius culeus), actualmente en peligro de extinción. Según estudios científicos el lago presenta lodo altamente contaminado en cromo, cobre, hierro, plomo, zinc y arsénico y los peces presentan altas concentraciones de cadmio.